# 티에라델푸에고현
티에라델푸에고현(스페인어: Provincia de Tierra del Fuego)은 칠레 마가야네스이데라안타르티카칠레나주를 구성하는 4개의 현 가운데 하나로 현도는 포르베니르이며 면적은 22,592.7km2, 인구는 6,656명(2012년 기준), 인구 밀도는 0.29명/km2이다. 칠레령 티에라델푸에고섬 대부분을 관할하는 행정 구역이다.

## 같이 보기
- 티에라델푸에고주
- 티에라델푸에고 제도
- 티에라델푸에고섬
- 포르베니르